# وزارة التربية والتعليم والبحوث والشؤون الدينية
وزارة التربية والتعليم والبحوث والشؤون الدينية ((باليونانية: Υπουργείο Παιδείας, Έρευνας και Θρησκευμάτων)) هي دائرة حكومية في اليونان. واحدة من أقدم الوزارات، تأسست في عام 1833، وهي مسؤولة عن إدارة نظام التعليم في البلاد (Education in Greece) وعن الإشراف على الأديان في اليونان. الوزير هو كوستاس جبروجلو.

## التاريخ
| السنة           | الأسم                                                     |
| --------------- | --------------------------------------------------------- |
| 1833 - 1926     | وزارة الشؤون الدينية والتعليم العام                       |
| 1926 - 1949     | وزارة الشؤون الدينية والتعليم                             |
| 1949 - 1955     | وزارة الشؤون الدينية والتعليم الوطني                      |
| 1955 - 2009     | وزارة التعليم الوطني والشؤون الدينية                      |
| 2009 - 2012     | وزارة التربية والتعليم والتعلم مدى الحياة والشؤون الدينية |
| 2012 - 2013     | وزارة التربية والشؤون الدينية والثقافة والرياضة           |
| 2013 - 2015     | وزارة التربية والشؤون الدينية                             |
| 2015/1 - 2015/9 | وزارة الثقافة والتعليم والشؤون الدينية                    |
| 2015/9 -        | وزارة التربية والتعليم والبحوث والشؤون الدينية            |

## روابط خارجية
- موقع الوزارة